# Les Bagages de sable
Les Bagages de sable est un roman d'Anna Langfus publié le 5 septembre 1962 et ayant reçu le prix Goncourt la même année.

## Résumé
Le livre évoque le difficile retour à la vie d'une rescapée de la Shoah, qui éprouve des difficultés pour revivre et nouer une relation amoureuse.  

## Éditions
- Les Bagages de sable, Éditions Gallimard, 1962,  (ISBN 2070237214).

## Études
- Judith Kauffmann, « Pour (re)lire Anna Langfus. Survivre/résister. Et après... » », Revue d'histoire de la Shoah, no 176,‎ 2002, p. 100-114 (lire en ligne)